# Uvaria lauterbachiana
Uvaria lauterbachiana är en kirimojaväxtart som beskrevs av Friedrich Ludwig Diels. Uvaria lauterbachiana ingår i släktet Uvaria och familjen kirimojaväxter. Inga underarter finns listade i Catalogue of Life.